# Oliver Gross
Oliver Gross (nacido el 17 de junio de 1973) es un extenista profesional alemán. Su mejor ranking individual fue el Nº60 alcanzado el 15 de mayo de 1995.